# Перес Эскивель, Адольфо
Адо́льфо Пе́рес Эскиве́ль (исп. Adolfo Pérez Esquivel; род. 26 ноября 1931, Буэнос-Айрес, Аргентина) — аргентинский писатель, скульптор, архитектор, художник и общественный деятель, лауреат Нобелевской премии мира 1980 года с формулировкой: «Как борец за права человека».

## Биография

### Начало творческого пути
Родился в семье испанского эмигранта-рыбака из Галисии. Его мать умерла, когда Пересу Эскивелю было три года. Его детство и юность прошли под сильным влиянием католической церкви, а также чтением книг Махатмы Ганди, Блаженного Августина, Томаса Мертона и других мыслителей.
Высшее образование получил в Национальной школе изобразительных искусств имени Мануэля Бельграно в Буэнос-Айресе. Затем посещал Национальный университет Ла-Платы. В 1956 году он женился на пианистке Аманде Перес, с которой у него было трое детей. В последующие годы Перес Эскивель становится известным скульптором, использующим в творчестве мотивы доколумбовой Америки, и преподаёт архитектуру в различных учебных заведениях Аргентины, включая свою альма-матер. Получает престижную Национальную премию в области искусств.

### Общественная деятельность
С 1960-х годов участвовал в христианских пацифистских группах, в 1970 году провёл почти двухмесячную голодовку протеста против политического террора. В 1968 году присутствовал на конференции аргентинских церковных, университетских и общественных организаций в Монтевидео (Уругвай), где рассматривались пути улучшения положения в Аргентине. На следующей конференции в 1971 году участвовал в учреждении Службы мира и справедливости («Servicio Paz y Justicia»), призванной объединить усилия католических священников и прихожан для помощи бедноте. В 1972 году основал ежемесячный журнал «Мир и справедливость» («Paz у lusticia»).
В 1974 году был избран координатором сети латиноамериканских общин, продвигавшей освобождение бедных посредством ненасилия — её штаб-квартиру как раз перенесли из Монтевидео в Буэнос-Айрес. Помимо помощи аргентинским трудящимся, содействовал индейцам Эквадора и Парагвая, отстаивавшим свою собственную землю от посягательств. В 1975 году его задерживала бразильская военная полиция, а в 1976 году его арестовали в Эквадоре.

### Правозащита и преследования в годы диктатуры
В 1975 году был в числе создателей аргентинской Ассамблеи прав человека. Во время систематических репрессий после военного переворота марта 1976 года со своей организацией оказывал помощь пострадавшим от военной диктатуры в ходе этой «Грязной войны». Он также организовал Экуменическое движение за права человека, помогавшее политузникам и их семьям.
Вскоре после переворота власти разгромили штаб-квартиру Службы мира и справедливости. Сам Перес Эскивель был арестован в апреле 1977 года и более года (14 месяцев) без предъявления обвинения и суда находился в заключении, подвергаясь пыткам. За время своего заключения был награждён Премией мира имени папы Иоанна XXIII. Организация «Международная амнистия» принимала активное участие в его освобождении. В итоге международное давление, включая протест президента США Джимми Картера, возымело свой результат, и Перес Эскивель был отпущен из тюрьмы, хотя ещё 9 месяцев содержался под домашним арестом.

### Нобелевская премия и последующие годы
Лауреаты Нобелевской премии 1976 года Мейрид Корриган и Бетти Уильямс выдвинули его кандидатуру на Нобелевскую премию. Норвежский нобелевский комитет избрал Переса Эскивеля лауреатом из 57 кандидатур в 1980 году. Председатель комитета Джон Саннес назвал награждённого «неустанным проводником принципа ненасилия в борьбе за социально-политические свободы»: «Он возжег свет во тьме, которому не дадут погаснуть». Советский диссидент Андрей Сахаров писал лауреату из своей ссылки в Горьком: «Вашу энергичную борьбу за справедливость и поддержку угнетенных высоко ценит народ, живущий за тысячи миль, в другом мире».
Значительная часть Нобелевской премии была передана им в благотворительные организации. Впоследствии Перес Эсквилес не прекращал активной общественной деятельности: он поддерживал движение «Матери площади Мая», экологический активизм, борьбу за права коренных народов, против «политики жёсткой экономии» и неолиберального проекта Зоны свободной торговли Америк.
Среди поздних работ Переса Эскивеля — многочисленные муралы (включая посвящённый монсеньору Проаньо и коренным народам в Риобамбе, Эквадор) и статуи, в том числе монументы беженцам в Женеве и Махатме Ганди в Барселоне.